# بزرگراه میان‌ایالتی ۸۱
بزرگراه میان ایالتی ۸۱ (به انگلیسی: Interstate-81، مخفف:I-81) یکی از بزرگراه‌های میان ایالتی آمریکاست؛ که مسیر شمالی-جنوبی داشته و زیرمجموعه دارد.